# Alexandr Janovský
Alexandr Janovský (* 9. září 1945, Praha), je český fotograf. Absolvoval SPŠ stavební (1961–1965). V letech 1967 až 1968 studoval na FAMU. Po roce 1968 bylo toto studium z politických důvodů přerušeno.

## Životopis
Alexandr Janovský pracoval v letech 1966 až 1976 jako fotograf–redaktor v Čs.rozhlase Praha. Od roku 1977 je fotografem na volné noze při ČFVU. V současné době je členem AFČR. Volné fotografie začal publikovat v roce 1966 v časopise Student jako fotodokumentaci k článkům v tomto periodiku. V letech 1970 až 1980 vytvářel cykly výtvarných detailů Lidice, Piskarevský hřbitov, Olšany, Tmavomodrý svět Jaroslava Ježka, Les a další. Rok 1979 – Galerie ve Věži – Mělník, společně s Janem Ságlem a Pavlem Baňkou. V 90. letech se stále více přikláněl k barevné fotografii, jako modernímu výtvarnému médiu a vznikly cykly detailů – Kov, Praha, Podivná znamení a další. Navazuje úzkou spolupráci s kolegy jiných výtvarných oborů. V roce 1992 přešel v trvalou spolupráci s nadací Symposion – výstavy „Barok a dnešek“ v Praze Carolinum, Unesco Paříž, Palais Palffy Vídeň.
V současné době (2019) spolupracuje s Divadlem Na Fidlovačce, je jedním ze zakladatelů nově zrekonstruovaného divadla – Nadace Fidlovačka, Občanským sdružením Fórum sexuální vitality – výstavy Eros in Art I. a II. Pravidelně publikuje v periodikách volnou a užitou fotografii. Žije a pracuje v Praze a ve Hvozdech.

## Účast na výstavách
- Světová výstava fotografie „Žena“ 1968 – myšlenka a skladba dr. K. Pawek.
- Jazzová fotografie Reduta Praha 1969.
- 50 let Československého rozhlasu – Bruselský pavilon Praha 1973.
- Venuše Krakov 1975.
- Výtvarné fotografie profilují autora v publikaci MAGNUM 1 ve vydavatelství Du Mont, Kolín nad Rýnem.
- Současná užitá fotografie – Praha 1989.
- Encyklopedie Českých a Slovenských fotografů 1993.
- Účast na výstavách AF sdružené u Syndikátu výtvarných umělců.
- V roce 1996 realizoval projekt „Na tělo“ s předními českými malíři.